# Auguste Scheibe
Amalie Auguste Scheibe (geboren 23. Januar 1824 in Dresden; gestorben 6. Februar 1898 in Blasewitz) war eine deutsche Schriftstellerin und Übersetzerin. Sie schrieb unter dem Pseudonym S. Augustin.

## Leben
Die Tochter eines Dresdner Handwerkers, aktive Deutsch-Katholikin, begleitete 1847 eine englische Familie als Gouvernante auf Reisen. 1849 kehrte sie zurück nach Dresden. Sie verhalf dem österreichischen Demokraten Ferdinand Kürnberger, der nach der Niederschlagung der Wiener Revolution nach Dresden gekommen war und sich dort am Maiaufstand beteiligt hatte, nach seiner Entlassung aus dem Gefängnis zur Flucht. Auguste Scheibe war maßgeblich an der Gründung eines Frauenvereins beteiligt, der es sich zur Aufgabe machte, Familien zu helfen, denen aufgrund der Verhaftungen nach dem Dresdner Maiaufstand Armut drohte, da sie ihre Ehemänner bzw. Väter, oftmals die Ernährer der Familie, verloren.

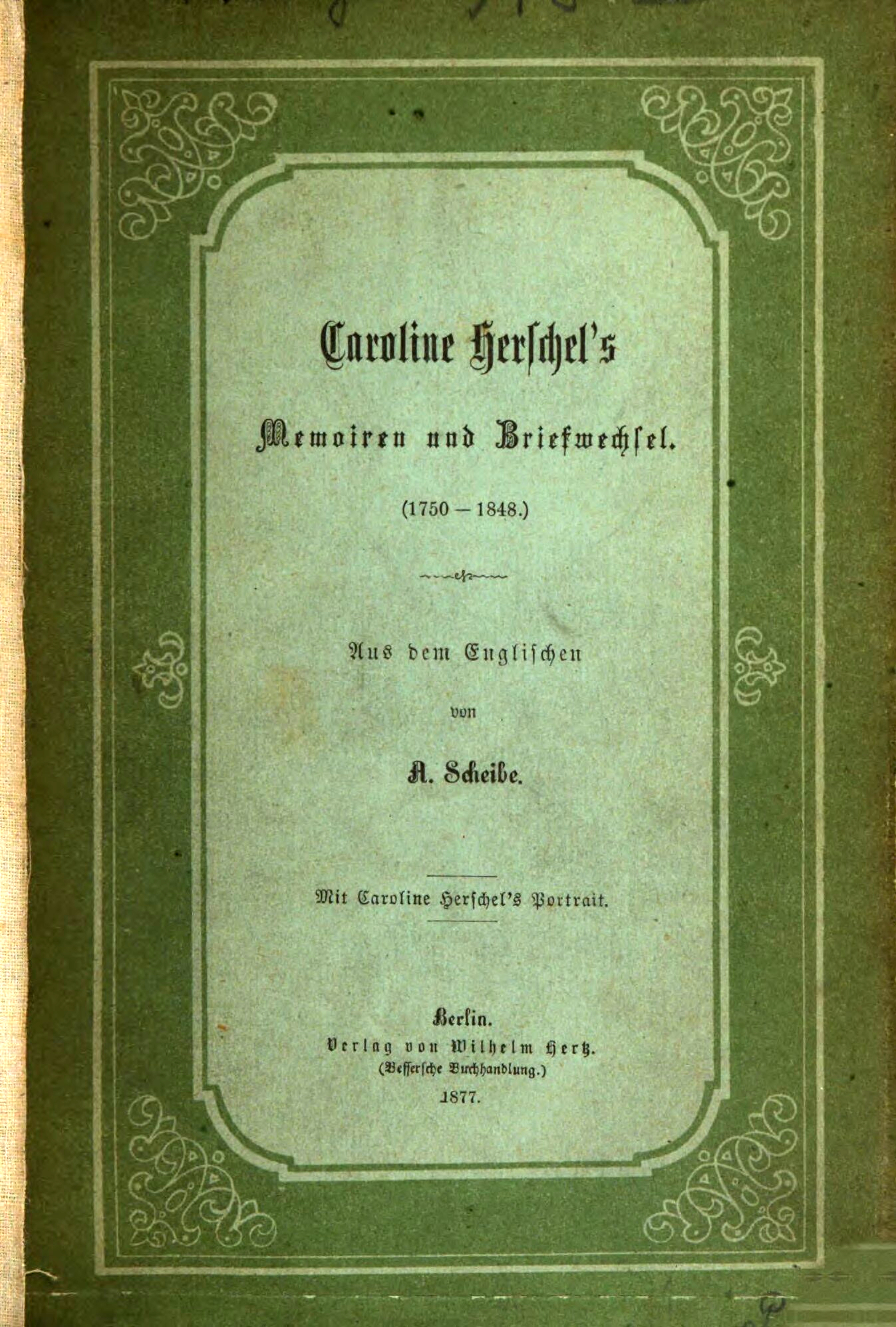
Buchdeckel der „von A. Scheibe“ übersetzten und bei Wilhelm Hertz 1877 verlegten Memoiren der Caroline Herschel

Auguste Scheibe hielt Freundschaft mit Louise Otto-Peters und schrieb für deren Frauenzeitung Neue Bahnen, des Weiteren war sie mit Auguste Herz befreundet, unter deren Leitung sie begann, sich mit Kindergärtnerei zu beschäftigen. Nachdem sich Auguste Herz zurückgezogen hatte, übernahm sie die Leitung ihres Kindergartens, musste diese jedoch nach Polizeischikane aufgeben. Eine besondere Beziehung verband Auguste Schreibe mit Claire von Glümer, mit der zusammen sie 1852 Dresden verließ, wohin sie beide erst nach der Begnadigung von Claires Bruder Bodo 1859 zurückkehrten. Beide Frauen lebten noch über 30 Jahre zusammen in Dresden, in der Naumannstraße 1 (heute: Goetheallee 34), und nahmen aktiv am politischen und künstlerischen Leben teil.

## Veröffentlichungen (Übersetzungen)
- Die Tochter des Malers. A. H. Payne, Leipzig 1868 Band 1 Google Books + Band 2 Google Books
- Joseph Addison: Beiträge zum Zuschauer und Plauderer („Selections from «the Tatler» and «the Spectator»“). Eichhoff, Berlin 1866.
- Charles Hamilton Aide: Vornehme Gesellschaft. Roman („Introduced to society“). Engelhorn, Stuttgart 1884.
- Victoria Baker: Schwer geprüft. Roman in zwei Bänden („The Scotts of Bestminster“). Engelhorn, Stuttgart 1892 (2 Bde.)
- Honoré de Balzac: Kapitän Paz („La fausse maitresse“). Globus-Verlag, Berlin 1910.
- Mary Anne Broome: Ein Jahr aus dem Leben einer Hausfrau in Süd-Afrika („A years's housekeeping in South Africa“). Hartleben, Wien 1878.
- Charles Dickens: Bleakhaus („Bleak House“). Gesenius, Leipzig 1885 (4 Bde.)
- Charles Dickens: David Copperfield. Gesenius, Halle 1879.
- Charles Dickens: Die Pickwickier. Gesenius, Halle 1879.
- Louise de LaRamée: Lady Dorotheas Gäste („A house party“). Engelhorn, Stuttgart 1888.
- Jeanne Mairet: Der Affenmaler („Jean Meronde“). Engelhorn, Stuttgart 1892.
- Edgar Allan Poe: Der Mord in der Rue Morgue („The Murders in the Rue Morgue“), Oldenbourg, München ca. 1873
- George Simmy: Geopfert. Roman („Sacrifies“). Engelhorn, Stuttgart 1894.